# Suite checa

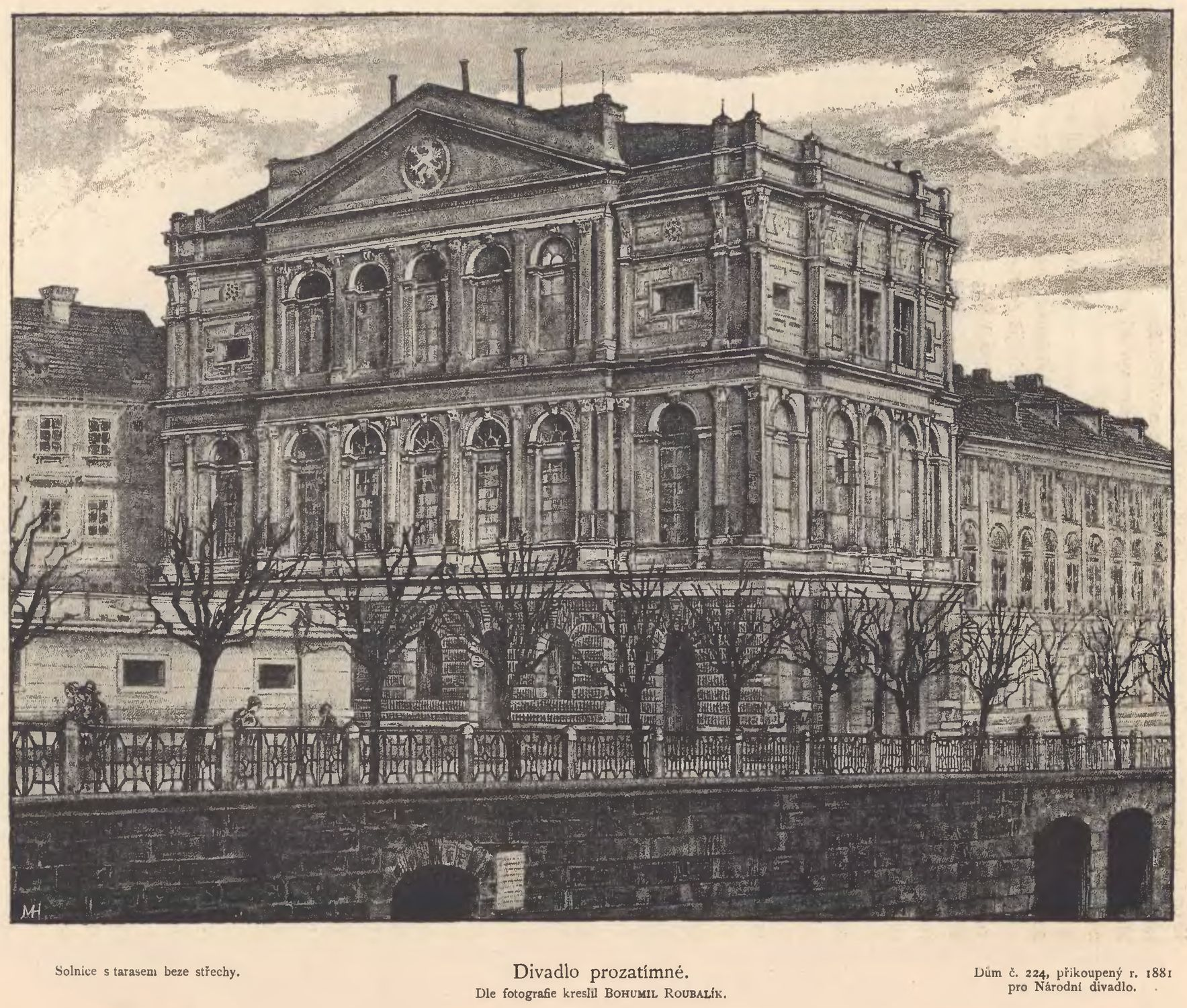
Provisional Theatre. Ignác Vojtech Ullmann

La Suite checa (en checo: Česká suita) en re mayor, Op. 39 fue compuesta por Antonín Dvořák en 1879 y publicada al final de su vida. Adolf Čech, quien también dirigió el estreno de su sinfonía en re mayor que sería publicada como Sinfonía n.º 1, en 1880, llevó a cabo el estreno. (Čech también dirigió el estreno del concierto para piano del compositor checo en 1878.) 
Dvořák hacía poco que había sido presentado a Fritz Simrock por Johannes Brahms pero pronto se sintió decepcionado por varias de las prácticas comerciales de su nuevo editor, incluyendo el lanzamiento de obras más antiguas bajo un número de opus alto, dando a suponer que eran nuevas. Le ofreció esta obra, compuesta recientemente, a Simrock con un número de opus bajo a posta (correspondiente a obras que había escrito años atrás) en respuesta a esto.
La suite consta de cinco movimientos:
- Preludium (Pastorale): Allegro moderato (re mayor)
- Polka: Allegretto grazioso (re menor)

- Sousedská (Minuetto): Allegro giusto (si bemol mayor)
- Romance: Andante con moto (sol mayor)
- Finale (Furiant): Presto (re menor)